# Презервиль
Презерви́ль (фр. Préserville, окс. Preservila) — коммуна во Франции, находится в регионе Юг — Пиренеи. Департамент — Верхняя Гаронна. Входит в состав кантона Ланта. Округ коммуны — Тулуза.
Код INSEE коммуны — 31439.

## География
Коммуна расположена приблизительно в 600 км к югу от Парижа, в 18 км к юго-востоку от Тулузы.
По территории коммуны протекает река Маркессон.

## Климат
Климат умеренно-океанический. Зима мягкая и снежная, весна характеризуется сильными дождями и грозами, лето сухое и жаркое, осень солнечная. Преобладают сильные юго-восточные и северо-западные ветры.

## Население
Население коммуны на 2010 год составляло 648 человек.
| 1962 | 1968 | 1975 | 1982 | 1990 | 1999 | 2010 |
| ---- | ---- | ---- | ---- | ---- | ---- | ---- |
| 279  | 218  | 263  | 277  | 297  | 360  | 648  |

## Экономика
В 2010 году среди 409 человек трудоспособного возраста (15—64 лет) 328 были экономически активными, 81 — неактивными (показатель активности — 80,2 %, в 1999 году было 74,8 %). Из 328 активных жителей работали 315 человек (157 мужчин и 158 женщин), безработных было 13 (5 мужчин и 8 женщин). Среди 81 неактивных 39 человек были учениками или студентами, 25 — пенсионерами, 17 были неактивными по другим причинам.

## Достопримечательности
- Церковь Св. Антония